# Aletta
Az Aletta női név az Adelheid fríz és németalföldi formájából származik.

## Rokon nevek
Adelaida, Ada,  Adél, Adela, Adéla, Adelheid, Adélia, Adelin, Adelina, Adelgund, Adelgunda, Adina, Alett, Alicia, Alícia, Alida, Alitta, Alida, Aliz, Alíz, Aliza, Éda, Edda, Elke, Heidi

## Gyakorisága
Az újszülötteknek adott nevek körében  az 1990-es években az Aletta igen ritkán fordult elő. A 2000-es és a 2010-es években sem szerepelt a 100 leggyakrabban adott női név között.
A teljes népességre vonatkozóan az Aletta sem a 2000-es, sem a 2010-es években nem szerepelt a 100 leggyakrabban viselt női név között.

## Névnapok
december 16.

## Híres Aletták
„Aletta” utónevű személyek szócikkeinek listája a Wikidata alapján